# ديتر آيلتس
ديتر آيلتس (Dieter Eilts) (13 ديسمبر 1964 في ألمانيا – )؛ هو لاعب كرة قدم كان يلعب كلاعب وسط. يلعب مع منتخب ألمانيا لكرة القدم منذ عام 1993.

## مسيرته الكروية
لعب ديتر آيلتس خلال مسيرته الاحترافية مع ناديين في عشرون موسمًا وسجل خلالها 43 هدفًا ضمن 522 مباراة. حيث فاز في ثلاثة مواسم بالكأس وفي موسمين بالدوري.
خاض ديتر آيلتس مسيرته مع فيردر بريمن 2 ‏ في موسم 1984–85 ليلعب معه أربعة مواسم، مشاركًا في 132 مباراة سجل خلالها 36 هدفًا. ثم انتقل إلى نادي فيردر بريمن في موسم 1986–87 ليلعب معه ستة عشر موسمًا، حيث شارك في 390 مباراة سجل خلالها 7 أهداف.

## وصلات خارجية
- ديتر آيلتس على موقع الاتحاد الدولي (مؤرشف)  (الإنجليزية)
- ديتر آيلتس على موقع الاتحاد الأوربي (الإنجليزية)
- ديتر آيلتس على موقع قاعدة بيانات كرة القدم.إي يو (الإنجليزية)
- ديتر آيلتس على موقع بيانات كرة القدم. دي إي (الألمانية)
- ديتر آيلتس على موقع ناشيونال فوتبول تيمز (الإنجليزية)
- ديتر آيلتس على موقع عالم كرة القدم.نت (الإنجليزية)